# 埃爾姆伍德鎮區 (密蘇里州薩林縣)
埃爾姆伍德鎮區（英語：Elmwood Township）是位於美國密蘇里州薩林縣的一個行政鎮區。

## 地方資料
埃爾姆伍德鎮區的面積為181.61平方千米，當中陸地面積為181.23平方千米，而水域面積為0.38平方千米。根據2020年美國人口普查的數據，當地共有人口608人，而人口密度為每平方千米3.35人。